# Panzerbrigade 29
Die Panzerbrigade 29 „Südbaden-Hohenzollern“ mit Sitz des Stabes in Sigmaringen war eine Brigade der 10. Panzerdivision des Heeres der deutschen Bundeswehr, die 1993 aufgelöst wurde. Sie war in Baden-Württemberg und anfangs auch in Bayern stationiert.

## Geschichte

### Heeresstruktur 2
Die Brigade wurde 1959 als Panzergrenadierbrigade 29 in Pfullendorf aus Teilen der Panzerbrigade 30, der 1. Gebirgsdivision und der 1. Luftlandedivision neu aufgestellt und verlegte 1961 nach Sigmaringen. Zur Brigade gehörten anfänglich:
- Stab und Stabskompanie
- Panzerbataillon 294 (Aufstellung 1958 als Panzerbataillon 322 in Großengstingen, später Stetten am kalten Markt)
- Panzergrenadierbataillon 292 (Immendingen, aufgestellt als Panzergrenadierbataillon 34 und 1966 umbenannt in Panzergrenadierbataillon 292)
- Fallschirmjägerbataillon 291
- Feldartilleriebataillon 295 (Aufstellung 1958 in Münsingen, ab 1959 Immendingen, 1966 Umbenennung in Panzerartilleriebataillon 295)
- Panzerjägerkompanie 290 (Aufstellung 1959 in Murnau am Staffelsee, ab 1959 Stetten a.k.M.)

Die Brigade war der 10. Panzerdivision unterstellt. Der Brigade waren kurzzeitig Verbände unterstellt, die später zur Panzergrenadierbrigade 28 wechselten. Dazu gehörten das Panzergrenadierbataillon (mot) 281 in Neuburg, das Panzergrenadierbataillon 282 in Donauwörth und das Versorgungsbataillon 286 in Neuburg. 1967 wurde die Brigade zur Panzerbrigade 29 umgegliedert und gab dazu das Panzerbataillon 293 als Panzerbataillon 304 an die Panzerbrigade 30 ab.

### Heeresstruktur 3
1971 wurde das Panzerbataillon 293 aus Teilen der Gebirgspanzerbataillone 224 und 234 neu aufgestellt. 1971 wechselte das Fallschirmjägerbataillon 291 aus Stetten als Fallschirmjägerbataillon 271 zur Fallschirmjägerbrigade 27 und verlegte nach Iserlohn. 1972 wurden aus dem aufgelösten Versorgungsbataillon 296 die Nachschubkompanie 290 und die Instandsetzungskompanie 290 gebildet.

### Heeresstruktur 4
1981 gehörten zur Brigade:
- Panzerbataillon 291, teilaufgestellt, 1., 3. und 4. Kompanie in Stetten am kalten Markt, 2. Kompanie in Immendingen (Auflösung 1988)
- Panzergrenadierbataillon 292, Immendingen
- Panzerbataillon 293, Stetten am kalten Markt
- Panzerbataillon 294, Stetten am kalten Markt
- Panzerartilleriebataillon 295, Immendingen
- Stabskompanie, Sigmaringen
- Spähzug (beim Panzeraufklärungsbataillon 10 in Ingolstadt)
- Panzerjägerkompanie 290, Stetten am kalten Markt
- Panzerpionierlehrkompanie 290 (1987 Umbenennung in Panzerpionierlehrkompanie 560 und Brigadewechsel, dafür 1987 Neuaufstellung Panzerpionierkompanie 290 in Immendingen)
- Nachschubkompanie 290, Stetten am kalten Markt
- Instandsetzungskompanie 290, Stetten am kalten Markt
- Feldersatzbataillon 104 (ab 1983)

Die Brigade umfasste im Herbst 1989 in der Friedensgliederung etwa 2900 Soldaten. Die geplante Aufwuchsstärke im Verteidigungsfall lag bei rund 3300 Mann. Zum Aufwuchs war die Einberufung von Reservisten und die Mobilmachung von nicht aktiven Truppenteilen vorgesehen. Zum Ende der Heeresstruktur 4 im Herbst 1989 war die Brigade weiter Teil der 10. Panzerdivision und gliederte sich grob in folgende Truppenteile:
- Stab/Stabskompanie Panzerbrigade 29, Sigmaringen
  -  Panzerjägerkompanie 290, Stetten am kalten Markt
  -  Panzerpionierkompanie 290, Immendingen
  -  Nachschubkompanie 290, Stetten
  -  Instandsetzungskompanie 290, Stetten
  -  Panzerbataillon 291 (teilaktiv), Stetten (Ende 1988 als Truppenversuch bis auf 2./PzBtl291 aufgelöst. 2./PzBtl 291 dann zu Panzergrenadierbataillon 292)
  -  Panzergrenadierbataillon 292, Immendingen
  -  Panzerbataillon 293, Stetten
  -  Panzerbataillon 294, Stetten
  -  Panzerartilleriebataillon 295, Immendingen

Ihren Beinamen „Südbaden-Hohenzollern“ erhielt die Brigade 1990.

### Heeresstruktur 5 bis zur Auflösung
Die Brigade wurde zum 30. September 1993 außer Dienst gestellt.
Dazu wechselten folgende Einheiten die Brigade:
- Panzerbataillon 294 zur Panzerbrigade 30 als Panzergrenadierbataillon 294 (a)
- Panzerbataillon 293 zur  Panzerbrigade 30 als Panzergrenadierbataillon 293 (na)
- Panzergrenadierbataillon 292 fusionierte mit dem Jägerbataillon 552 (HschBrig 55) zum Jägerbataillon 292 und wechselte zur Deutsch-Französischen Brigade.
- Panzerartilleriebataillon 295 fusionierte mit dem Feldartilleriebataillon 555 (ta) (HschBrig 55) zum Feldartilleriebataillon 295 und wechselte zur Deutsch-Französischen Brigade.
- Panzerpionierkompanie 290 Personal wurde in Panzerpionierkompanie 550 (HschBrig 55) übernommen und wechselte zur Deutsch-Französischen Brigade .

## Kommandeure
Folgende Offiziere führten die Brigade (Dienstgrad bei Kommandoübnahme). In der Regel wurden die Kommandeure nach einiger Zeit zum Brigadegeneral ernannt:
| Nr. | Name                               | Beginn der Berufung | Ende der Berufung  |
| --- | ---------------------------------- | ------------------- | ------------------ |
| 13  | Oberst Klaus Wittig                | 1. April 1991       | 30. September 1993 |
| 12  | Brigadegeneral Wolfgang Beltermann | 1. Dezember 1986    | 31. März 1991      |
| 11  | Brigadegeneral Heribert Göttelmann | 1. Oktober 1982     | 30. November 1986  |
| 10  | Oberst Winfried Vogel              | 1. Oktober 1981     | 30. September 1982 |
| 9   | Brigadegeneral Hans Grillmeier     | 1. April 1980       | 30. September 1981 |
| 8   | Brigadegeneral Claus Claussen      | 19. November 1974   | 31. März 1980      |
| 7   | Brigadegeneral Herbert Huber       | 1. Oktober 1970     | 10. November 1974  |
| 6   | Brigadegeneral Horst Ohrloff       | 11. April 1969      | 30. September 1970 |
| 5   | Oberst Hans-Joachim Becke          | 1. Oktober 1966     | 10. April 1969     |
| 4   | Oberst Rudolf Hagemann             | 16. Oktober 1965    | 30. September 1966 |
| 3   | Oberst Günther Reischle            | 1. April 1964       | 15. Oktober 1965   |
| 2   | Brigadegeneral Peter von Butler    | 1. Oktober 1962     | 31. März 1964      |
| 1   | Brigadegeneral Kurt Gerber         | 1. August 1959      | 30. September 1962 |

## Verbandsabzeichen

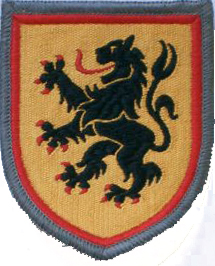
Gewebtes Verbandsabzeichen für den Dienstanzug

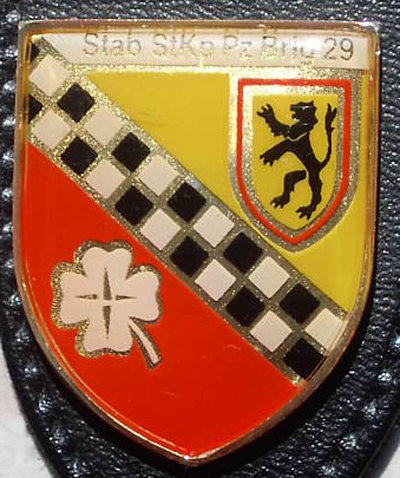
Internes Verbandsabzeichen des Stabes/Stabskompanie

Die Blasonierung des Verbandsabzeichens für den  Dienstanzug der Angehörigen der Panzerbrigade 29 lautete:
 Rot bordiert, in Gold ein schwarzer rotbewehrter und rotgezungter Löwe.
Der Löwe war der schwäbische Stauferlöwe, der ähnlich im Wappen Baden-Württembergs auftauchte. Die Verbandsabzeichen der Division und der unterstellten Brigaden waren bis auf die Borde identisch. In der Tradition der Preußischen Farbfolge erhielt das Verbandsabzeichen der Panzerbrigade 29 als „zweite“ Brigade der Division einen roten Bord.
Da sich die Verbandsabzeichen der Brigaden der Division nur geringfügig unterschieden, wurde stattdessen gelegentlich auch das interne Verbandsabzeichen des Stabes bzw. der Stabskompanie pars pro toto als „Abzeichen“ der Brigade genutzt. Es zeigte oben links das Verbandsabzeichen, einen geschachten Schrägbalken in der Tingierung des schwarz-silberne Stammwappens der Hohenzollern und ein Kleeblatt.